# گلیوما
گلیوما (به انگلیسی: Glioma) یکی از تومورهای اولیهٔ دستگاه عصبی مرکزی است که در نخاع یا مغز بروز می‌کند و منشأ تومور از سلول‌های گلیال است. شایع‌ترین محل تومور گلیوما مغز است. گلیوما ۳۰٪ کل تومورهای دستگاه عصبی مرکزی و ۸۰٪ تومورهای بدخیم مغز را تشکیل می‌دهد.

## طبقه‌بندی
گلیوما را می‌توان بر اساس نوع سلول، محل یا درجهٔ بدخیمی تقسیم‌بندی کرد. بر اساس نوع سلول
- آستروسیتوما (با منشأ آستروسیت)
- اپاندیموما (با منشأ اپندیموسیت)
- الیگودندروسیتوما (با منشأ الیگودندروسیت)
- گلیومای مختلط (با منشأ بیش از یک نوع سلول مغزی که معمولاً شامل آستروسیت و الیگودندروسیت است)
- تومورهای شبکهٔ کوروئید

بر اساس درجهٔ بدخیمی به چهار درجه تقسیم می‌شوند. تومور با تهاجم و رشد سریع گلیومای درجه بالا است مانند آستروسایتومای آناپلاستیک؛ تنها راه دقیق تشخیص نوع و میزان بدخیمی تومور با بیوپسی است به این صورت که معمولاً یک جراح با جراحی قسمتی از تومور را خارج کند. آسترسیتومای گرید چهار گلیوبلاستومای مولتی‌فرم نامیده می‌شود.

## علائم
علائم تومور بستگی به محل آن دارد و شامل سردرد، تهوع، تشنج، اختلالات اعصاب جمجمه‌ای، تاری دید، تحریک‌پذیری، افزایش فشار درون‌جمجمه‌ای و … است.